# Samantha Tajik
Samantha Tajik là một người mẫu Iran-Canada. Cô là Hoa hậu Hoàn vũ Canada 2008.
Samantha sinh ra tại Iran nhưng năm 2 tuổi, cô cùng gia đình chuyển đến sinh sống tại Canada. Cô có thể nói được cả tiếng Anh và tiếng Ba Tư. Samantha lớn lên ở Vancouver nhưng sau đó chuyển đến Toronto để học tập. Ngày 28 tháng 4 năm 2008, cô đăng quang danh hiệu Hoa hậu Hoàn vũ Canada 2008.
Cô đại diện cho Canada đến tham dự cuộc thi Hoa hậu Hoàn vũ 2008 tổ chức tại Việt Nam.